# LA Stories: Live at Sam First
LA Stories: Live at Sam First ist ein Jazzalbum von Josh Nelson. Die am 18. und 19. Februar 2022 in Los Angeles entstandenen Aufnahmen erschienen 2023 auf Sam First Records.

## Hintergrund

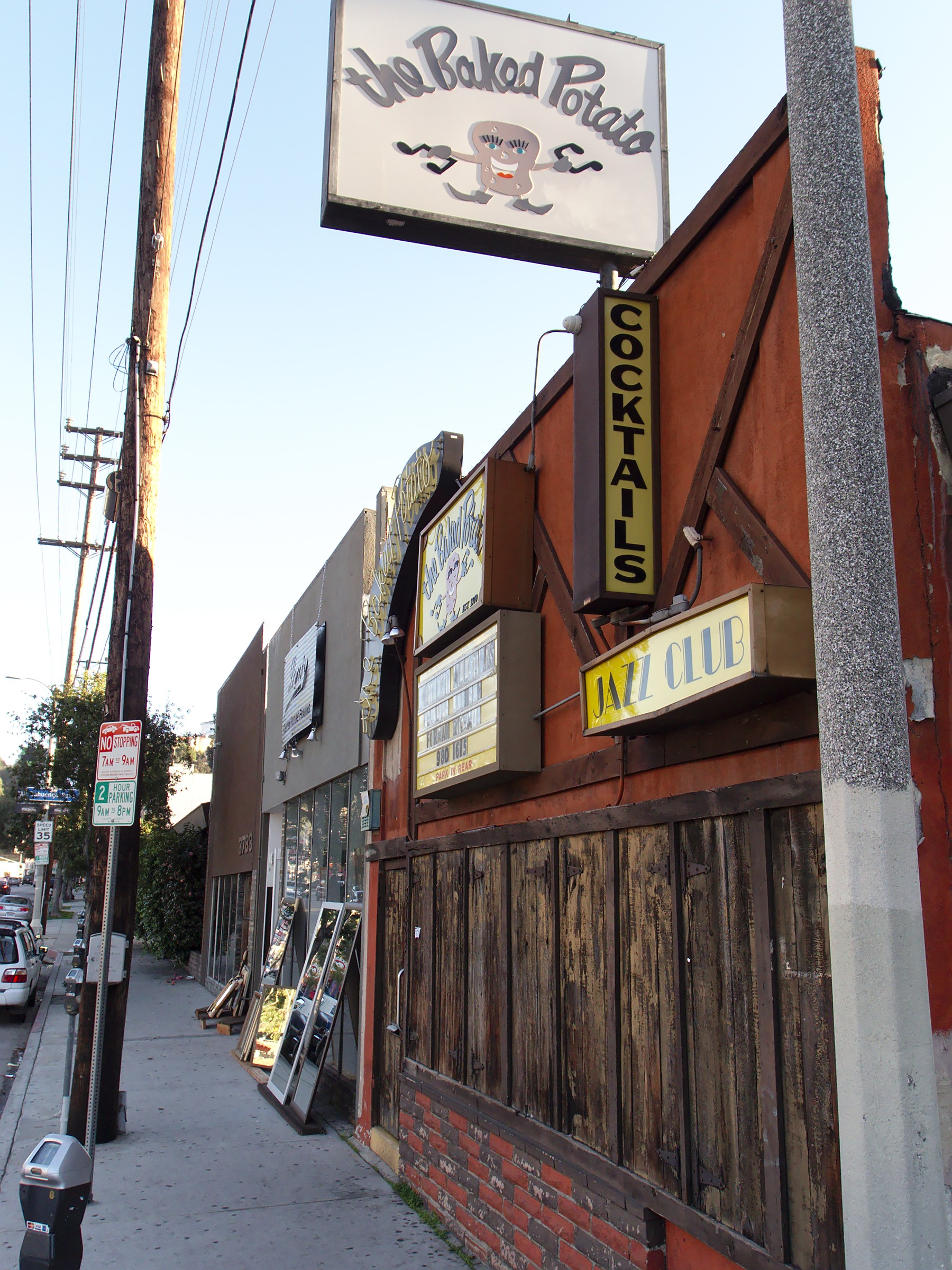
Teil der Jazzszene von Los Angeles: Der Jazzclub The Baked Potato am Cahuenga Boulevard in Studio City (2015)

Der Pianist und Komponist Josh Nelson wurde in Long Beach geboren, wuchs in Simi Valley auf, kehrte für das College nach Long Beach zurück und verfeinerte sein Handwerk jahrelang in Jazzclubs in ganz Los Angeles. Nigel Jarrett bezeichnet ihn als „Überlebender“ einer Jazzszene in Los Angeles, die durch den COVID-19--Lockdown und eine schleppende lokale Wirtschaft dezimiert wurde. Ebenfalls verschont blieb in der Stadt der Jazzclub Sam First, in dem Nelson und andere auf dessen eigenem Label aufgenommen haben. Nelson spielte Hommagen an Kirk Douglas, den Star des Films Lonely Are the Brave. „Tiburcio“ ist ein Feature der Sängerin Gaby Moreno, die auch den Liedtext beisteuerte. Darin heißt es, dass Tiburcio Vasquez kein Bandito des späten 19. Jahrhunderts, sondern ein Kämpfer gegen die angloamerikanische Unterdrückung war. Sie singt auch „Feed the Birds“ (auf Spanisch und Englisch) aus dem Musical Mary Poppins, unterstützt von Larry Koonse an der akustischen Gitarre. Die Band bestand neben Nelson aus dem Tenorsaxophonisten Walter Smith III, dem Gitarristen Larry Koonse, Luca Alemanno am Bass und Dan Schnelle am Schlagzeug.

## Titelliste
- Josh Nelson: LA Stories: Live at Sam First (Sam First Records SFR002)[3]

1. Forward Momentum 7:01
2. Tiburcio (Josh Nelson, Gaby Moreno) 6:20
3. Old Friend 2:42
4. Lonely Are The Brave 7:46
5. Red Car Reminiscing 7:32
6. Feed the Birds (Richard M. Sherman, Robert B. Sherman) 4:41
7. Lullaby for Ludvig 3:45
8. Travel Town 8:05
9. Spirit 4:17

Wenn nicht anders vermerkt, stammen die Kompositionen von Josh Nelson.

## Rezeption
Auch wenn die Geschichte von Los Angeles ein wiederkehrendes Thema des gesamten Albums sei, gehe es dabei sowohl um Nelsons persönliche Geschichte als auch um die Geschichte der Stadt, meinte Robert Petersen in All About Jazz. Sein Discovery Project wurde im Blue Whale, dem beliebten Jazzclub in Little Tokyo, ins Leben gerufen. Nelsons Großeltern kamen in den 1940er Jahren nach L.A. und fuhren die Red Cars, über die er achtzig Jahre später schrieb. Sein Vater arbeitete als Zeichner für Disney. Daher sei dieses Album sowohl historisch als auch zutiefst persönlich.
LA Stories würde an „The Sky Remains“, Nelsons Album aus dem Jahr 2017 erinnern, das Teil seines multimedialen Discovery-Projekts war, das sich auf die Geschichte von Los Angeles konzentrierte, schrieb Nigel Jarrett im Jazz Journal. Das neue Album setzt die Zusammenstellung historischer Momentaufnahmen fort, in denen Nelson sich als Komponist und Bandleader von instinktiver Flexibilität erweist, nicht zuletzt bei der Anpassung eines stets lebhaften und manchmal schwungvollen Klavierstils an außermusikalische Hommagen. Ein paar komplexe Melodien würden mit viel Feingefühl arrangiert, so wie sein Klavier, das Tenorsaxophon im Eddie-Harris-Stil von Walter Smith III und die Gitarre von Larry Koonse zusammenarbeiten, wobei Luca Alemannos Bass und Dan Schnelles Schlagzeug eine spürbare Präsenz haben. LA Stories spielten vielleicht auf die Geschichte von L.A. an, aber ihre Botschaft sei eindeutig, denn das Album zeige, dass für die Wiederbelebung und das Überleben des Jazz in dieser Stadt nicht alles verloren sei.